# Парис (Айдахо)
Парис (англ. Paris) — город и окружной центр в округе Бэр-Лейк, штат Айдахо, США. Лежит на западной стороне долины реки Бэр. Согласно переписи 2010 года население составляло 513 человек, что на 63 человека меньше, чем в 2000 году.
Город основан 26 сентября 1863 года группой мормонских пионеров Церкви Иисуса Христа Святых последних дней во главе с Чарльзом Рихом. В первые годы препятствия поселенцам был суровый холодный климат, однако благодаря решительности и вере они не покинули этот район.
Парис имеет достопримечательность Bear Lake Stake Tabernacle, каменную церковь построенную с 1884 до 1889 года, дизайн которой разработал Джозеф Дон Карлос Янг. Она может вмещать около 2 000 человек, что почти в четыре раза превышает население города.

## География
Парис расположен по координатам 42°13′41″ с. ш. 111°24′09″ з. д. (42.227978, -111.402424). По данным Бюро переписи населения США в 2010 году город имел площадь 9,10 км², из которых 9,02 км² — суша и 0,07 км² — водоёмы.

## Демография
| Год переписи | Нас. |  | %±     |
| ------------ | ---- |  | ------ |
| 1880         | 611  |  | —      |
| 1890         | 893  |  | 46,2%  |
| 1900         | 906  |  | 1,5%   |
| 1910         | 1038 |  | 14,6%  |
| 1930         | 825  |  | −20,5% |
| 1940         | 932  |  | 13%    |
| 1950         | 774  |  | −17%   |
| 1960         | 746  |  | −3,6%  |
| 1970         | 615  |  | −17,6% |
| 1980         | 707  |  | 15%    |
| 1990         | 581  |  | −17,8% |
| 2000         | 576  |  | −0,9%  |
| 2010         | 513  |  | −10,9% |
| 2020         | 541  |  | 5,5%   |

### Перепись 2010 года
Согласно переписи 2010 года, в городе проживало 513 человек в 202 домохозяйствах в составе 144 семей. Плотность населения составляла 56,9 чел./км². Было 299 квартир, средняя густота которых составляла 33,2/км². Расовый состав города: 97,9% белых, 0,4% афроамериканцев, 0,2% азиатов, 0,6% других рас, а также 1,0% двух или более рас. Доля испанцев и латиноамериканцев составляла 2,3% населения.
Из 202 домохозяйств 27,7% имели детей младше 18 лет, которые жили с родителями; 64,4% были супругами, жившими вместе; 4,5% имели хозяйку без мужа; 2,5% имели хозяина без жены и 28,7% не являлись семьями. 26,2% домохозяйств состояли из одного человека, в том числе 12,4% в возрасте 65 лет и старше. В среднем на домохозяйство приходилось 2,54 жителя, а средний размер семьи составил 3,11 человека.
Средний возраст жителей города составил 40,2 лет. Из них 27,1% были лица младше 18 лет; 5,7% — в возрасте от 18 до 24 лет; 22,9% в возрасте от 25 до 44 лет; 27,9% в возрасте от 45 до 64 лет и 16,6% — в возрасте 65 лет и старше. Половой состав населения: 51,5% — мужчины и 48,5% — женщины.
Средний доход на одно домашнее хозяйство составил 58 078 долларов США (медиана — 52 813), а средний доход на одну семью — 63 335 долларов (медиана — 58 750). Медиана доходов составила 54 861 доллар для мужчин и 20 000 долларов для женщин. За чертой бедности находилось 3,5% человек, в том числе 4,3% детей младше 18 лет и 4,1% лиц в возрасте 65 лет и старше.
Гражданское трудоустроенное население составляло 223 человека. Основные области занятости: образование, здравоохранение и социальная помощь — 24,2%, сельское хозяйство, лесничество, рыбалка — 13,0%, производство — 12,6%.

### Перепись 2000 года
Согласно переписи 2000 года, в городе проживало 576 человек в 218 домохозяйствах в составе 168 семей. Плотность населения составила 63,7 человека/км². Было 292 квартиры, средняя плотность которых составляла 32,3/км². Расовый состав города: 99,13% белых, 0,35% афроамериканцев, 0,17% индейцев, 0,35% других рас. Доля испанцев и латиноамериканцев составляла 0,69.% населения.
Из 218 домохозяйств 37,6% имели детей младше 18 лет, которые жили с родителями; 71,1% были супругами, жившими вместе; 4,6% имели хозяйку без мужа и 22,5% не являлись семьями. 22,0% домохозяйств состояло из одного человека, в том числе 12,8% в возрасте 65 лет и старше. В среднем на домохозяйство приходилось 2,64 жителя, а средний размер семьи составил 3,09 человека.
Возрастной состав населения: 30,7% лица младше 18 лет, 7,6% в возрасте от 18 до 24 лет, 21,0% в возрасте от 25 до 44 лет, 24,5% в возрасте от 45 до 64 лет и 16,1% в возрасте 65 лет и старше. Средний возраст жителей — 38 лет. Половой состав населения: 48,3% — мужчины и 51,7% — женщины.
Средний доход домохозяйств в городе составил 40 341 доллар США, семей — 45 000 долларов. Средний доход мужчин составил 32 500 долларов и 20 313 долларов у женщин. Доход на душу населения в городе составлял 15 725 долларов. Приблизительно 3,8% семей и 6,2% населения находились за чертой бедности, включая 5,0% лиц младше 18 лет и 11,9% в возрасте 65 лет и старше.